# Rinodina venostana
Rinodina venostana är en lavart som beskrevs av Buschardt & H. Mayrhofer. Rinodina venostana ingår i släktet Rinodina och familjen Physciaceae.   Inga underarter finns listade i Catalogue of Life.